# Aérodrome Hendrik Van Eck de Phalaborwa
L'aérodrome Hendrik Van Eck (code IATA : PHW • code OACI : FAPH) est un petit aéroport desservant Phalaborwa, une ville dans la province du Limpopo, en Afrique du Sud. Il est situé près du parc national Kruger.

## Situation
'
| Bloemfontein Mthatha Skukuza Richards Bay Polokwane/Pietersburg Pietermaritzburg Prétoria-Wonderboom Ulundi Upington Pilanesberg Le Cap Phalaborwa Port Elizabeth Kruger Mpumalanga Kimberley Mala Mala Durban George Plettenberg · Bay Hoedspruit Jo'bourg-Lanséria Jo'bourg-OR Tambo East London |

Carte statique des aéroports d'Afrique du Sud.Carte dynamique des aéroports d'Afrique du Sud.